# 29647 Poncelet
29647 Poncelet (1998 WY) là một tiểu hành tinh vành đai chính được phát hiện ngày 17 tháng 11 năm 1998 bởi P. G. Comba ở Prescott.